# Непокорённые (Украина)
«Непокорённые» (укр. «Нескорені») — мемориальный комплекс в городе Краснодон (Сорокино) Луганской области Украины, посвящённый героям-молодогвардейцам.

## Создание памятника
Монумент отлит из чугуна на Краснодонском ремонтно-механическом заводе в 1982 году. Для отливки модель разделили на двести восемьдесят частей, каждая из которых отливалась отдельно. По мере отливки поблочно велась сборка пилонов, которые были установлены на железобетонное основание, сооруженное на месте шурфа. Тридцать восемь свай, вбитых в шурф, уложенная на них плита размером 10х10 метров и толщиной 80 сантиметров — приняли на себя груз четырёх пилонов высотой 16, 13, 11 и 7 метров.
200 тонн чугуна особой марки поставил для отливки Коммунарский металлургический завод (ныне Алчевский металлургический комбинат). Для выполнения работ по сварке блоков Министерством угольной промышленности СССР было поставлено около пяти тонн специальных электродов. Чёрный и серебристый графит предоставило Донецкое территориальное управление угольной промышленности, гранитные плиты — Житомирское и Винницкое управления нерудной промышленности. Всего на сооружение мемориала пошло около тысячи тонн различных материалов пятидесяти восьми наименований.

## История
Мемориальный комплекс находится на месте шурфа шахты № 5, куда были сброшены в годы Великой Отечественной войны 71 участник комсомольской подпольной организации «Молодая гвардия». Первоначально на этом месте в 1954 году был установлен обелиск, авторами которого стали скульпторы Виктор Мухин и Василий Федченко.
Обновлённый мемориал был торжественно открыт 2 октября 1982 года в честь 40-летия создания «Молодой гвардии». Он представляет собой четыре пилона, высотой 16, 13, 11 и 7 метров, силуэты которых символизируют стены шахтного шурфа. На внутренней части пилонов изваяны фигуры героев-молодогвардейцев. На их внешних сторонах имеются надписи: «Бессмертие вам и любовь всенародная», «Мужеству и непокорённости вашей — бессмертие», «Верности клятве вашей — бессмертие», «Любви вашей к Родине — бессмертие». Авторы памятника — скульпторы Н. Можаев, Г. Слепцов и Н. Щербаков; архитекторы М. Г. Булкин и В. Г. Десятничук.
В 2012 году мемориальный комплекс был реконструирован, территория облагорожена, обновлена тротуарная плитка. Сам монумент не претерпел никаких изменений.
В 2022 году памятник и комплекс, находящиеся под российской оккупацией, были отреставрированы Российским военно-историческим обществом, была открыта аллея со стелами 40 молодогвардейцев и был устроен Вечный огонь.